# Explosievormen

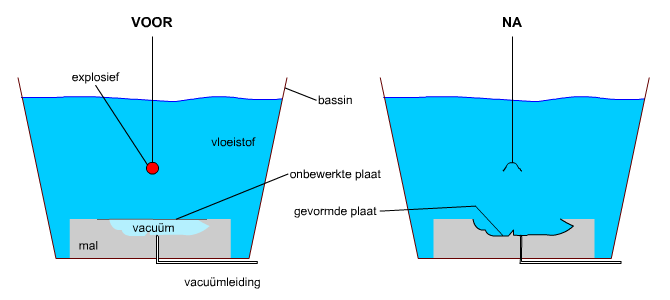
Schema explosievormen

Explosievormen is een vormgevingstechniek, waarbij metaalplaat omgevormd wordt tot een gewenste vorm door middel van een gecontroleerde explosie. De techniek is weinig bekend en wordt niet veel toegepast vanwege de lange productiecyclus. 

## Methode
De metaalplaat wordt over een enkelvoudige matrijs (dus mal) gelegd, waarna de ruimte tussen de plaat en de mal vacuüm gezogen wordt om ongewilde vervormingen te vermijden. Dit alles wordt in een vloeistofbad gebracht samen met een explosief. De vloeistof verdeelt de druk van de ontploffing gelijkmatig over de plaat en vervormt zo de metaalplaat naar de vorm van de matrijs. Zo ontstaat een gevormd product zonder naden.
Voor hoge kwaliteit en nauwkeurigheid van de afgewerkte vorm is het nodig om het proces vooraf te simuleren met computerprogramma's. Dit kan eventuele scheuren en zwakke plaatsen in het gevormde product vermijden.